# 고물자리 이중 성단
고물자리 이중 성단(Puppis Double Cluster)은 고물자리에 있는 M46, M47 두 성단을 말한다. 이 이중 성단은 페르세우스 이중 성단(NGC 869, NGC 884)과 비교될 만하다. M46과 M47은 1771년 샤를 메시에에 의해 목록화되었고, M46 북쪽 가장자리에 위치한 행성상 성운 NGC 2438은 1786년 윌리엄 허셜이 발견하였다.
M46은 가장 밝은 A형별부터 K형별까지 다양한 별들이 500여개가 밀집해있다. M46은 약 3억 년 전에 태어났으며, 우리로부터 약 42km/s의 속도로 멀어지고 있다.
M47은 30분 각의 크기에 50여 개의 별이 있으며, +5.7등급 정도 밝은 별의 개수가 플레이아데스 성단과 매우 유사하다. M47은 약 1억 3,000만 년 전에 태어났으며, 지구로부터 약 36.7km/s의 속도로 멀어지고 있다.
NGC 2438은 약 2,900 광년 거리에 위치하고 있고, 우리로부터 약 76 km/s로 멀어지고 있다. M46과 NGC 2438은 우연히 같은 방향에 보일뿐 NGC 2438이 M46에 속한 것은 아니다. NGC 2438의 중심별은 백색왜성으로 태양질량의 약 0.7배이고, 약 11~13만 도의 표면 온도를 가지고 있다. 이 성운의 밝기는 약 +10.8으로 중심 

항성 보다 약 350배 밝다.